# Ilkivți, Muncaci
Ilkivți (în ucraineană Ільківці) este un sat în comuna Bobovîșce din raionul Muncaci, regiunea Transcarpatia, Ucraina.

## Demografie
Componența lingvistică a localității Ilkivți
     Ucraineană (100%)
Conform recensământului din 2001, toată populația localității Ilkivți era vorbitoare de ucraineană (100%).